# University of Nebraska-Lincoln Women's Volleyball 2011
Questa voce raccoglie le informazioni riguardanti la University of Nebraska-Lincoln Women's Volleyball nella stagione 2011.

## Stagione
La stagione 2011 è la dodicesima per coach John Cook sulla panchina delle Cornhuskers; lo staff risulta parzialmente rinnovato con Dan Meske che viene promosso da assistente allenatore volontario ad assistente allenatore, affiancato a sua volta dal nuovo arrivato Dan Conners, mentre il ruolo di assistente allenatore volontario viene occupato dall'ex pallavolista Maggie Griffin.
Rispetto alla stagione precedente il programma perde cinque elementi e ne acquista altrettanti: tra le partenze spiccano quelle di Kayla Banwarth, diventata professionista nella 1. Bundesliga austriaca, Sydney Anderson, professionista nella 1. Bundesliga tedesca, e Tara Mueller, impegnata nella Lega Nazionale A svizzera.
La stagione regolare fa registrare un record di 24 vittorie e 4 sconfitte: la prima è in campo neutro contro la Colorado State, mentre le altre tre sono tutte esterne ed arrivano contro la Michigan, la Ohio State e la Penn State.
L'ottima regular season permette al programma di presentarsi alla post-season come testa di serie numero 2. Le Cornhuskers sono uno dei sedici host dei primi due round della fase regionale. Nel primo incontro valido per la corsa alla Final Four vincono facilmente per 3-0 contro la Jackson State, ma perdono al secondo round contro la Kansas State, chiudendo così la propria stagione.
Tra le giocatrici si distingue particolarmente Gina Mancuso, inserita nello AVCA All-America First Team e nello AVCA All-Mideast Region Team.

## Organigramma societario
Area direttiva
- Presidente: Harvey Perlman
- Direttore delle operazioni: Lindsay Peterson

Area tecnica
- Allenatore: John Cook
- Assistente allenatore: Dan Meske, Dan Conners
- Assistente allenatore volontario: Maggie Griffin

## Rosa
| N° | Nome              | Ruolo | Data di nascita   | Nazionalità sportiva | Anno      |
| -- | ----------------- | ----- | ----------------- | -------------------- | --------- |
| 1  | Lara Dykstra      | L     | ?                 | Stati Uniti          | Freshman  |
| 2  | Lauren Cook       | P     | 11 febbraio 1991  | Stati Uniti          | Junior    |
| 3  | Brigette Root     | P     | ?                 | Stati Uniti          | Senior    |
| 4  | Shelby Winkelmann | L     | ?                 | Stati Uniti          | Freshman  |
| 5  | Paige Hubl        | L     | ?                 | Stati Uniti          | Junior    |
| 6  | Jordan Wilberger  | C     | ?                 | Stati Uniti          | Senior    |
| 7  | Gina Mancuso      | S     | 31 maggio 1991    | Stati Uniti          | Junior    |
| 8  | Brooke Delano     | C     | 19 novembre 1988  | Stati Uniti          | Senior    |
| 9  | Cecilia Hall      | C     | 10 febbraio 1992  | Svezia               | Freshman  |
| 10 | Alicia Ostrander  | C     | 29 settembre 1993 | Stati Uniti          | Freshman  |
| 12 | Morgan Broekhuis  | O     | 10 dicembre 1991  | Stati Uniti          | Sophomore |
| 16 | Allison McNeal    | C     | ?                 | Stati Uniti          | Junior    |
| 17 | Hayley Thramer    | C     | ?                 | Stati Uniti          | Sophomore |
| 43 | Taylor Simpson    | S     | 10 settembre 1993 | Stati Uniti          | Freshman  |
| 44 | Hannah Werth      | S     | 1º novembre 1990  | Stati Uniti          | Junior    |

## Mercato
| Acquisti | Acquisti          | Acquisti              | Acquisti   |
| R.       | Nome              | da                    | Modalità   |
| -------- | ----------------- | --------------------- | ---------- |
| L        | Lara Dykstra      | Redondo Union HS      | definitivo |
| L        | Shelby Winkelmann | Hermann High School   | definitivo |
| C        | Cecilia Hall      | Allebergsgymnasiet HS | definitivo |
| S        | Alicia Ostrander  | Gordon-Rushville HS   | definitivo |
| S        | Taylor Simpson    | Thomas B. Doherty HS  | definitivo |

| Cessioni | Cessioni         | Cessioni       | Cessioni   |
| R.       | Nome             | a              | Modalità   |
| -------- | ---------------- | -------------- | ---------- |
| P        | Sydney Anderson  | VC Stoccarda   | definitivo |
| L        | Kayla Banwarth   | Schwechat Post | definitivo |
| O        | Lindsey Licht    | -              | ritirata   |
| S        | Tara Mueller     | Düdingen       | definitivo |
| L        | Megan Pendergast | -              | ritirata   |

## Risultati

### Big Ten Conference

#### Regular season
| 26 agosto Johnson Center, Albuquerque          | New Mexico State | 2 - 3 | Nebraska       | 25-20, 26-24, 13-25, 12-25, 8-15  |
| 27 agosto Johnson Center, Albuquerque          | New Mexico       | 0 - 3 | Nebraska       | 16-25, 17-25, 17-25               |
| 2 settembre Moby Arena, Fort Collins           | Colorado State   | 3 - 2 | Nebraska       | 12-25, 11-25, 25-16, 15-20, 15-9  |
| 3 settembre Moby Arena, Fort Collins           | SUNY Albany      | 0 - 3 | Nebraska       | 12-25, 13-25, 12-25               |
| 8 settembre Nebraska Coliseum, Lincoln         | Nebraska         | 3 - 0 | Creighton      | 25-14,26-24,25-16                 |
| 9 settembre Nebraska Coliseum, Lincoln         | Nebraska         | 3 - 2 | Saint Mary's   | 25-13,21-25,25-18,23-25,15-13     |
| 10 settembre Nebraska Coliseum, Lincoln        | Nebraska         | 3 - 0 | Weber State    | 25-15,25-7,25-16                  |
| 17 settembre Nebraska Coliseum, Lincoln        | Nebraska         | 3 - 0 | Iowa State     | 25-23,25-15,25-18                 |
| 21 settembre Nebraska Coliseum, Lincoln        | Nebraska         | 3 - 2 | Penn State     | 25-18,25-16,23-25,19-25,15-10     |
| 24 settembre Nebraska Coliseum, Lincoln        | Nebraska         | 3 - 1 | Ohio State     | 25-23,23-25,25-11,25-16           |
| 30 settembre Jenison Field House, East Lansing | Michigan State   | 2 - 3 | Nebraska       | 25-27, 25-16, 25-21, 17-25, 14-16 |
| 1º ottobre Cliff Keen Arena, Ann Arbor         | Michigan         | 3 - 0 | Nebraska       | 17-25, 24-26, 16-25               |
| 7 ottobre Nebraska Coliseum, Lincoln           | Nebraska         | 3 - 1 | Purdue         | 25-22,20-25,25-14,25-22           |
| 8 ottobre Nebraska Coliseum, Lincoln           | Nebraska         | 3 - 0 | Indiana        | 25-19,25-14,25-13                 |
| 14 ottobre UW Field House, Madison             | Wisconsin        | 0 - 3 | Nebraska       | 21-25, 15-25, 21-25               |
| 15 ottobre Sports Pavilion, Minneapolis        | Minnesota        | 2 - 3 | Nebraska       | 30-28, 25-19, 10-25, 12-25, 11-15 |
| 19 ottobre Nebraska Coliseum, Lincoln          | Nebraska         | 3 - 0 | Iowa           | 25-14,25-14,25-11                 |
| 22 ottobre Nebraska Coliseum, Lincoln          | Nebraska         | 3 - 1 | Illinois       | 24-26,25-18,25-19,25-11           |
| 28 ottobre St. John Arena, Columbus            | Ohio State       | 3 - 0 | Nebraska       | 29-19, 19-25, 22-25, 17-25        |
| 29 ottobre Recreation Building, State College  | Penn State       | 3 - 1 | Nebraska       | 25-17, 25-15, 17-25, 25-17        |
| 4 novembre Nebraska Coliseum, Lincoln          | Nebraska         | 3 - 1 | Michigan       | 17-25,26-24,25-20,25-21           |
| 5 novembre Nebraska Coliseum, Lincoln          | Nebraska         | 3 - 0 | Michigan State | 25-11,25-18,25-23                 |
| 11 novembre University Gymnasium, Bloomington  | Indiana          | 0 - 3 | Nebraska       | 19-25, 19-25, 20-25               |
| 12 novembre Holloway Gymnasium, West Lafayette | Purdue           | 3 - 0 | Nebraska       | 25-19, 25-19, 25-16               |
| 16 novembre Nebraska Coliseum, Lincoln         | Nebraska         | 3 - 1 | Minnesota      | 17-25,25-18,25-15,25-16           |
| 19 novembre Nebraska Coliseum, Lincoln         | Nebraska         | 3 - 1 | Wisconsin      | 12-25,25-17,25-13,25-22           |
| 22 novembre Carver-Hawkeye Arena, Iowa City    | Iowa             | 0 - 3 | Nebraska       | 15-25, 14-25, 19-25               |
| 26 novembre Welsh-Ryan Arena, Evanston         | Northwestern     | 3 - 0 | Nebraska       | 25-20, 9-25, 25-21, 25-23         |

### NCAA Division I

#### Fase regionale
| 1º dicembre - Primo turno Nebraska Coliseum, Lincoln  | Nebraska | 3 - 0 | Jackson State | 25-10, 25-16, 25-13               |
| 2 dicembre - Secondo turno Nebraska Coliseum, Lincoln | Nebraska | 2 - 3 | Kansas State  | 22-25, 25-22, 29-31, 25-22, 11-15 |

## Statistiche

### Statistiche di squadra
| Competizione                       | Punti | In casa | In casa | In casa | In trasferta | In trasferta | In trasferta | Campo neutro | Campo neutro | Campo neutro | Totale | Totale | Totale |
| Competizione                       | Punti | G       | V       | P       | G            | V            | P            | G            | V            | P            | G      | V      | P      |
| ---------------------------------- | ----- | ------- | ------- | ------- | ------------ | ------------ | ------------ | ------------ | ------------ | ------------ | ------ | ------ | ------ |
| Big Ten Conference NCAA Division I | .833  | 20      | 17      | 3       | 15           | 14           | 1            | 3            | 3            | 0            | 30     | 25     | 5      |
| Totale                             | .833  | 20      | 17      | 3       | 15           | 14           | 1            | 3            | 3            | 0            | 30     | 25     | 5      |

G = partite giocate; V = partite vinte; P = partite perse

### Statistiche dei giocatori
| Giocatore     | Big Ten Conference NCAA Division I | Big Ten Conference NCAA Division I | Big Ten Conference NCAA Division I | Big Ten Conference NCAA Division I | Big Ten Conference NCAA Division I | Totale | Totale | Totale | Totale | Totale |
| Giocatore     | P                                  | PT                                 | AV                                 | MV                                 | BV                                 | P      | PT     | AV     | MV     | BV     |
| ------------- | ---------------------------------- | ---------------------------------- | ---------------------------------- | ---------------------------------- | ---------------------------------- | ------ | ------ | ------ | ------ | ------ |
| M. Broekhuis  | 113                                | 408                                | 344                                | 51                                 | 13                                 | 113    | 408    | 344    | 51     | 13     |
| L. Cook       | 106                                | 185                                | 52                                 | 18                                 | 15                                 | 106    | 185    | 52     | 18     | 15     |
| B. Delano     | 112                                | 270                                | 211                                | 56                                 | 3                                  | 112    | 270    | 211    | 56     | 3      |
| L. Dykstra    | 111                                | 17                                 | 2                                  | 0                                  | 15                                 | 111    | 17     | 2      | 0      | 15     |
| P. Hubl       | 108                                | 8                                  | 1                                  | 0                                  | 7                                  | 108    | 8      | 1      | 0      | 7      |
| G. Mancuso    | 113                                | 460.5                              | 407                                | 36.5                               | 17                                 | 113    | 460.5  | 407    | 36.5   | 17     |
| A. McNeal     | -                                  | -                                  | -                                  | -                                  | -                                  | -      | -      | -      | -      | -      |
| B. Root       | 17                                 | 11.5                               | 7                                  | 1.5                                | 3                                  | 17     | 11.5   | 7      | 1.5    | 3      |
| T. Simpson    | 34                                 | 17.5                               | 13                                 | 4.5                                | 0                                  | 34     | 17.5   | 13     | 4.5    | 0      |
| H. Thramer    | 93                                 | 152                                | 97                                 | 55                                 | 0                                  | 93     | 152    | 97     | 55     | 0      |
| H. Werth      | 112                                | 364                                | 314                                | 33                                 | 17                                 | 112    | 364    | 314    | 33     | 17     |
| J. Wilberger  | 77                                 | 122.5                              | 84                                 | 38.5                               | 0                                  | 77     | 122.5  | 84     | 38.5   | 0      |
| S. Winkelmann | 40                                 | 1                                  | 0                                  | 0                                  | 1                                  | 40     | 1      | 0      | 0      | 1      |

P = presenze; PT = punti totali; AV = attacchi vincenti; MV = muri vincenti; BV = battute vincenti

NB: I muri singoli valgono una unità di punto, mentre i muri doppi e tripli valgono mezza unità di punto; anche i giocatori nel ruolo di libero sono impegnati al servizio